# My Back Pages
My Back Pages är en sång av Bob Dylan från albumet Another Side of Bob Dylan (1964). Den liknar mycket hans tidiga protestsånger, med endast en ensam akustisk gitarr. Men texten och i synnerhet refrängen ("Ah, but I was so much older then / I'm younger than that now.") verkar tyda på ett avståndstagande från Dylans tidigare idealism och "protestscenen" som han varit associerad med.
Ett flertal coverversioner har gjorts, däribland av The Byrds, som 1967 spelade in den populäraste versionen av sången. Andra versioner har gjorts av The Ramones, The Hollies, The Nice, Eric Johnson, The Box Tops, Carl Verheyen, Keith Jarrett och Steve Earle. En minnesvärd live-version gjordes av Bob Dylan, George Harrison, Tom Petty, Eric Clapton, Neil Young och Roger McGuinn under konserten som hyllade Bob Dylans 30 år som artist i New York i oktober 1992.

## Album
- Another Side of Bob Dylan - 1964
- Bob Dylan's Greatest Hits, Vol. 2 - 1971
- The 30th Anniversary Concert Celebration - 1993
- Dylan - 2007